# Janet Moreau
Janet Theresa Moreau, po mężu Stone (ur. 26 października 1927 w Pawtucket, zm. 30 czerwca 2021 w Barrington) – amerykańska lekkoatletka specjalizująca się w biegach sprinterskich, złota medalistka letnich igrzysk olimpijskich w Helsinkach (1952) w sztafecie 4 × 100 metrów. Sukcesy osiągała również w skoku w dal z miejsca.

## Sukcesy sportowe
- halowa mistrzyni Stanów Zjednoczonych w biegu na 200 jardów – 1953[2]
- trzykrotna halowa mistrzyni Stanów Zjednoczonych w skoku w dal z miejsca – 1951, 1952, 1953[2]

| Rok  | Miasto       | Zawody                   | Konkurencja                      | Wynik                  |
| ---- | ------------ | ------------------------ | -------------------------------- | ---------------------- |
| 1951 | Buenos Aires | igrzyska panamerykańskie | sztafeta 4 × 100 m bieg na 100 m | złoty medal 6. miejsce |
| 1952 | Helsinki     | igrzyska olimpijskie     | sztafeta 4 × 100 m               | złoty medal            |

## Rekordy życiowe
- bieg na 100 metrów – 12,0 – 1952
- bieg na 200 jardów – 26,4 – 1953